# Villeneuve-sous-Pymont
Villeneuve-sous-Pymont is een gemeente in het Franse departement Jura (regio Bourgogne-Franche-Comté) en telt 217 inwoners (1999). De plaats maakt deel uit van het arrondissement Lons-le-Saunier.

## Geografie
De oppervlakte van Villeneuve-sous-Pymont bedraagt 2,7 km², de bevolkingsdichtheid is 80,4 inwoners per km².

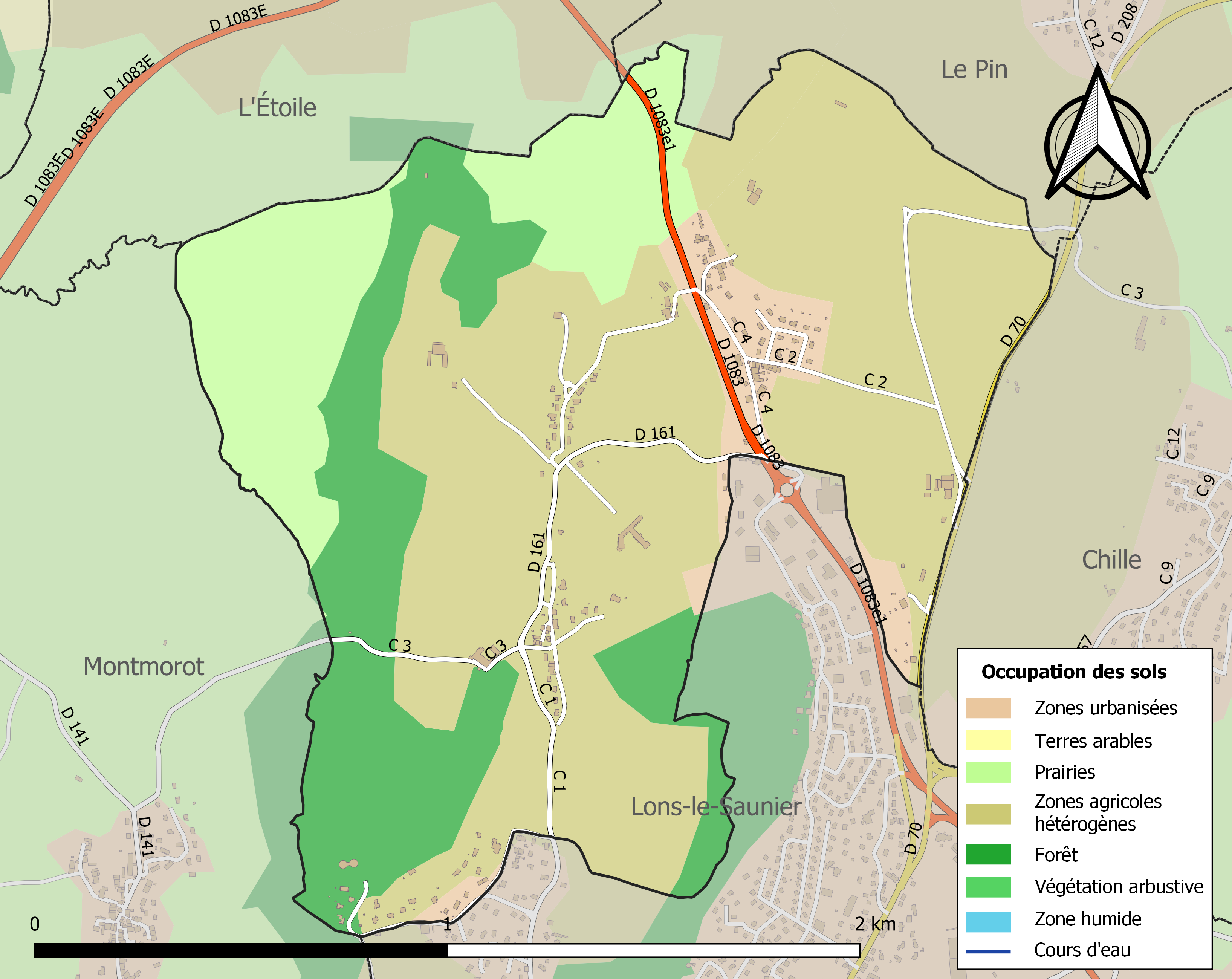
Kaart van de gemeente met de belangrijkste infrastructuur, bodemgebruik en omliggende gemeenten

## Demografie
Onderstaande figuur toont het verloop van het inwonertal (bron: INSEE-tellingen).